# Ethan Wheatley
Ethan Joseph Wheatley  (Stockport, 2006. január 20. –) angol utánpótlás válogatott labdarúgó, az angol Premier Leagueben szereplő Manchester United játékosa, de kölcsönben a Northampton Town színeiben szerepel. Posztját tekintve támadó, középcsatár.

## Magánélete
Stockportban, Greater Manchesterben született, Wheatley apja részéről jamaicai, valamint anyja részéről ír felmenőkkel is rendelkezik.

## Pályafutása

### Klubcsapatokban
Miután végigjárta a Manchester United akadémiájának ranglétráját 2024. januárjában aláírta első profi szerződését az angol klubbal.
2024. április 24-én debütált a Premier Leagueben egy Sheffield United elleni 4-2-es győzelem alkalmával. Ezzel ő lett a 250. akadémista a Manchester United történelmében aki bemutatkozhatott a felnőtt csapatba.
2025. január 25-én az angol negyedosztály, azaz a League Two listavezetőjéhez, a Walsallhoz került kölcsönbe a szezon végéig. Március 6-án 2028-ig szerződést hosszabbított a Uniteddel. A 2025–2026-os szezonra a harmadosztályú Northampton Townhoz szerződött kölcsönben.

### A válogatottban
Behívták már az U17-es angl válogatottba, valamint 2024. májusában meghívót kapott az U18-as angol válogatottba is. Írország ellen mutatkozott be egy 4-2-es győzelem alkalmával ahol gólt is szerzett.

## Statisztikák

### Klub
Frissítve: 2025. április 5-én.
| Klub                          | Szezon         | Liga           | Liga | Liga | FA Kupa | FA Kupa | Ligakupa | Ligakupa | Európa | Európa | Más | Más | Összes | Összes |
| Klub                          | Szezon         | Bajnokság      | P.   | Gól  | P.      | Gól     | P.       | Gól      | P.     | Gól    | P.  | Gól | P.     | Gól    |
| ----------------------------- | -------------- | -------------- | ---- | ---- | ------- | ------- | -------- | -------- | ------ | ------ | --- | --- | ------ | ------ |
| Manchester United U21         | 2023–2024      | —              | —    | —    | —       | —       | —        | —        | —      | —      | 2   | 0   | 2      | 0      |
| Manchester United U21         | 2024–2025      | —              | —    | —    | —       | —       | —        | —        | —      | —      | 2   | 0   | 2      | 0      |
| Manchester United U21         | Összesen       | Összesen       | 0    | 0    | 0       | 0       | 0        | 0        | 0      | 0      | 4   | 0   | 4      | 0      |
| Manchester United             | 2023–2024      | Premier League | 3    | 0    | 0       | 0       | 0        | 0        | 0      | 0      | —   | —   | 3      | 0      |
| Manchester United             | 2024–2025      | Premier League | 0    | 0    | 0       | 0       | 1        | 0        | 0      | 0      | —   | —   | 1      | 0      |
| Manchester United             | 2025–2026      | Premier League | 0    | 0    | 0       | 0       | 0        | 0        | —      | —      | —   | —   | 0      | 0      |
| Manchester United             | Összesen       | Összesen       | 3    | 0    | 0       | 0       | 1        | 0        | 0      | 0      | 0   | 0   | 4      | 0      |
| Walsall (köcslönben)          | 2024–2025      | League Two     | 4    | 0    | 0       | 0       | 0        | 0        | —      | —      | 0   | 0   | 4      | 0      |
| Northampton Town (köcslönben) | 2025–2026      | League One     | 0    | 0    | 0       | 0       | 0        | 0        | —      | —      | 0   | 0   | 0      | 0      |
| Karrier összes                | Karrier összes | Karrier összes | 7    | 0    | 0       | 0       | 1        | 0        | 0      | 0      | 4   | 0   | 12     | 0      |

1. 1 2  Pályáralépés(ek) az EFL Trophy-ban

## Sikerei, díjai
Manchester United Akadémia
- U18 Premier League
  - National Final győztes: 2023–24
  - North Division bajnok: 2023–24
- U18 Premier League Cup: 2023–24
- Jimmy Murphy-díj: 2023–2024[15]

## Fordítás
Ez a szócikk részben vagy egészben  az   Ethan Wheatley című angol Wikipédia-szócikk fordításán alapul.  Az eredeti cikk szerkesztőit annak laptörténete sorolja fel. Ez a jelzés csupán a megfogalmazás eredetét és a szerzői jogokat jelzi, nem szolgál a cikkben szereplő információk forrásmegjelöléseként.